# Gens Sextília
|  | Per a altres significats, vegeu «Sextili». |

La gens Sextília (en llatí Sextilia gens) va ser una gens romana d'origen plebeu, mencionada per primer cop l'any 379 aC quan un dels seus membres va ser tribú amb potestat consular. Mai no van obtenir gran distinció i el seu nom no apareix als Fasti en la relació de cònsols.
Cap membre de la gens va arribar a la màxima magistratura de l'estat. Cap al final de la república i a l'imperi apareixen alguns cognomens utilitzats per aquesta gens.